# Japonia na Zimowych Igrzyskach Olimpijskich Młodzieży 2012
Japonię na Zimowych Igrzyskach Olimpijskich Młodzieży 2012, które odbywały się w Innsbrucku reprezentowało 33 zawodników.

## Skład kadry

### Biegi narciarskie

#### Chłopcy
| Zawodnik                            | Konkurencja   | Finał   | Finał |
| Zawodnik                            | Konkurencja   | Czas    | Poz.  |
| ----------------------------------- | ------------- | ------- | ----- |
| Kentarō Ishikawa (jap. 石川 謙太郎) | Bieg na 10 km | 29:40.2 |       |
| Takuto Terabayashi (jap. 寺林 拓人) | Bieg na 10 km | 31:30.9 | 17    |

#### Dziewczęta
| Athlete                           | Event        | Final   | Final |
| Athlete                           | Event        | Time    | Rank  |
| --------------------------------- | ------------ | ------- | ----- |
| Maki Ōdaira (jap. 大平 麻生)      | Bieg na 5 km | 16:34.8 | 19    |
| Kozue Takizawa (jap. 滝沢 こずえ) | Bieg na 5 km | 15:45.3 | 8     |

#### Sprint
| Zawodnik                            | Konkurencja | Kwalifikacje | Kwalifikacje | Ćwierćfinał             | Ćwierćfinał             | Półfinał                | Półfinał                | Finał                   | Finał                   |
| Zawodnik                            | Konkurencja | Wynik        | Poz.         | Wynik                   | Poz.                    | Wynik                   | Poz.                    | Wynik                   | Poz.                    |
| ----------------------------------- | ----------- | ------------ | ------------ | ----------------------- | ----------------------- | ----------------------- | ----------------------- | ----------------------- | ----------------------- |
| Kentarō Ishikawa (jap. 石川 謙太郎) | Sprint      | 1:45.61      | 7 Q          | 1:48.8                  | 1 Q                     | 1:46.2                  | 2 Q                     | 1:49.9                  | 6                       |
| Takuto Terabayashi (jap. 寺林 拓人) | Sprint      | 1:51.89      | 32           | Nie zakwalifikował się  | Nie zakwalifikował się  | Nie zakwalifikował się  | Nie zakwalifikował się  | Nie zakwalifikował się  | Nie zakwalifikował się  |
| Maki Ōdaira (jap. 大平 麻生)        | Sprint      | 2:13.94      | 34           | Nie zakwalifikowała się | Nie zakwalifikowała się | Nie zakwalifikowała się | Nie zakwalifikowała się | Nie zakwalifikowała się | Nie zakwalifikowała się |
| Kozue Takizawa (jap. 滝沢 こずえ)   | Sprint      | 2:10.80      | 29 Q         | 2:05.6                  | 6                       | Nie zakwalifikowała się | Nie zakwalifikowała się | Nie zakwalifikowała się | Nie zakwalifikowała się |

### Bobsleje

#### Dziewczęta
| Zawodnik                                                            | Konkurencja  | Finał  | Finał  | Finał       | Finał |
| Zawodnik                                                            | Konkurencja  | Bieg 1 | Bieg 2 | Łączny czas | Poz.  |
| ------------------------------------------------------------------- | ------------ | ------ | ------ | ----------- | ----- |
| Maria Oshigiri (jap. 押切 麻李亜) Shizuka Uehara (jap. 上原 志津佳) | Ślizg dwójek | 57.55  | 57.60  | 1:55.15     | 8     |

### Curling

#### Drużyny mieszane
Drużyna Japonii przegrała w pojedynku ćwierćfinałowym.
| Czwarty/-a                   | Trzeci/-a                         | Drugi/-a                        | Otwierający/-a                 |
| ---------------------------- | --------------------------------- | ------------------------------- | ------------------------------ |
| Shingo Usui (jap. 臼井 槙吾) | Mizuki Kitaguchi (jap. 北口 瑞季) | Tsukasa Horigome (jap. 堀篭 司) | Mako Tamakuma (jap. 玉熊 真子) |

#### Miksty
- Drużyna w składzie:  Yoo Min-hyeon i  Mako Tamakuma przegrała w walce o brązowy medal.
- Drużyna w składzie:  Anastasia Moskaleva i  Tsukasa Horigome przegrała w meczu ćwierćfinałowym.

### Kombinacja norweska
| Zawodnik                   | Konkurencja   | Skok   | Skok    | Bieg   | Bieg       | Razem   | Razem   |
| Zawodnik                   | Konkurencja   | Punkty | Pozycja | Strata | Czas biegu | Czas    | Miejsce |
| -------------------------- | ------------- | ------ | ------- | ------ | ---------- | ------- | ------- |
| Gō Yamamoto (jap. 山元 豪) | Indywidualnie | 132.5  | 2       | 0:20   | 26:19.9    | 26:39.9 |         |

### Hokej na lodzie

#### Chłopcy
| Zawodnik                        | Konkurencja               | Kwalifikacje | Kwalifikacje | Finał | Finał |
| Zawodnik                        | Konkurencja               | Pkt          | Poz.         | Pkt   | Poz.  |
| ------------------------------- | ------------------------- | ------------ | ------------ | ----- | ----- |
| Seiya Furukawa (jap. 古川 誠也) | Umiejętności indywidualne | 30           | 2 Q          | 19    |       |

#### Dziewczęta
| Zawodnik                     | Konkurencja               | Kwalifikacje | Kwalifikacje | Finał | Finał |
| Zawodnik                     | Konkurencja               | Pkt          | Poz.         | Pkt   | Poz.  |
| ---------------------------- | ------------------------- | ------------ | ------------ | ----- | ----- |
| Akane Deguchi (jap. 出口 茜) | Umiejętności indywidualne | 20           | 4 Q          | 16    | 7     |

### Łyżwiarstwo figurowe

#### Chłopcy
| Zawodnik                    | Konkurencja | Short program/Original dance | Short program/Original dance | Free skating/Free dance | Free skating/Free dance | Suma pkt. | Suma pkt. |
| Zawodnik                    | Konkurencja | Punkty                       | Poz.                         | Punkty                  | Poz.                    | Punkty    | Poz.      |
| --------------------------- | ----------- | ---------------------------- | ---------------------------- | ----------------------- | ----------------------- | --------- | --------- |
| Shōma Uno (jap. 宇野 昌磨)  | Soliści     | 51.52                        | 6                            | 115.63                  | 2                       | 167.15    |           |
| Shū Nakamura (jap. 中村 優) | Soliści     | 42.34                        | 10                           | 111.88                  | 3                       | 154.22    | 6         |

#### Dziewczęta
| Zawodnik                    | Konkurencja | Short program/Original dance | Short program/Original dance | Free skating/Free dance | Free skating/Free dance | Suma pkt. | Suma pkt. |
| Zawodnik                    | Konkurencja | Punkty                       | Poz.                         | Punkty                  | Poz.                    | Punkty    | Poz.      |
| --------------------------- | ----------- | ---------------------------- | ---------------------------- | ----------------------- | ----------------------- | --------- | --------- |
| Risa Shōji (jap. 庄司 理紗) | Solistki    | 47.29                        | 6                            | 88.03                   | 5                       | 135.32    | 6         |

#### Zawody mieszane
| Zawodnik                                                                        | Konkurencja     | Chłopcy | Chłopcy | Chłopcy | Dziewczęta | Dziewczęta | Dziewczęta | Ice Dance | Ice Dance | Ice Dance | Suma pkt. | Suma pkt. |
| Zawodnik                                                                        | Konkurencja     | Wynik   | Poz     | Pkt.    | Wynik      | Poz        | Pkt.       | Wynik     | Poz       | Pkt.      | PKT.      | POZ       |
| ------------------------------------------------------------------------------- | --------------- | ------- | ------- | ------- | ---------- | ---------- | ---------- | --------- | --------- | --------- | --------- | --------- |
| Team 4 Shōma Uno (JPN) Jordan Bauth (USA) Eugenia Tkachenka/Yuri Gulitski (BLR) | Zawody mieszane | 112.72  | 2       | 7       | 77.84      | 2          | 7          | 44.36     | 7         | 2         | 16        |           |

### Łyżwiarstwo szybkie

#### Chłopcy
| Zawodnicy                           | Konkurencje | Wyścig 1 | Wyścig 2 | Razem   | Miejsce |
| ----------------------------------- | ----------- | -------- | -------- | ------- | ------- |
| Toshihiro Kakui (jap. 角井 俊洋)    | 500 m       | 38.88    | 38.94    | 77.82   |         |
| Toshihiro Kakui (jap. 角井 俊洋)    | 1500 m      |          |          | 2:05.02 | 12      |
| Toshihiro Kakui (jap. 角井 俊洋)    | Bieg masowy |          |          | 7:13.10 | 4       |
| Seitarō Ichinohe (jap. 一戸 誠太郎) | 1500 m      |          |          | 2:00.30 |         |
| Seitarō Ichinohe (jap. 一戸 誠太郎) | 3000 m      |          |          | 4:10.00 |         |
| Seitarō Ichinohe (jap. 一戸 誠太郎) | Bieg masowy |          |          | 7:11.45 |         |

#### Dziewczęta
| Zawodnicy                       | Konkurencje | Wyścig 1 | Wyścig 2 | Razem   | Miejsce |
| ------------------------------- | ----------- | -------- | -------- | ------- | ------- |
| Sumire Kikuchi (jap. 菊池 純礼) | 1500 m      |          |          | 2:11.33 |         |
| Sumire Kikuchi (jap. 菊池 純礼) | Bieg masowy |          |          | 6:01.24 |         |
| Rio Harada (jap. 原田 梨央)     | 1500 m      |          |          | 2:15.15 | 7       |
| Rio Harada (jap. 原田 梨央)     | 3000 m      |          |          | 4:41.85 |         |
| Rio Harada (jap. 原田 梨央)     | Bieg masowy |          |          | 6:03.56 | 6       |

### Narciarstwo alpejskie

#### Chłopcy
| Zawodnik                         | Konkurencja     | Finał   | Finał  | Finał       | Finał |
| Zawodnik                         | Konkurencja     | Bieg 1  | Bieg 2 | Łączny czas | Poz.  |
| -------------------------------- | --------------- | ------- | ------ | ----------- | ----- |
| Seiya Hiroshima (jap. 廣島 聖也) | Slalom          | 47.64   | 42.68  | 1:30.32     | 25    |
| Seiya Hiroshima (jap. 廣島 聖也) | Slalom gigant   | 59.09   | 55.67  | 1:54.76     | 7     |
| Seiya Hiroshima (jap. 廣島 聖也) | Supergigant     |         |        | 1:06.00     | 12    |
| Seiya Hiroshima (jap. 廣島 聖也) | Superkombinacja | 1:05.54 | 37.86  | 1:43.40     | 11    |

#### Dziewczęta
| Zawodnik                    | Konkurencja     | Finał         | Finał         | Finał         | Finał         |
| Zawodnik                    | Konkurencja     | Bieg 1        | Bieg 2        | Łączny czas   | Poz.          |
| --------------------------- | --------------- | ------------- | ------------- | ------------- | ------------- |
| Kayo Denda (jap. 傳田 佳代) | Slalom          | nie ukończyła | nie ukończyła | nie ukończyła | nie ukończyła |
| Kayo Denda (jap. 傳田 佳代) | Slalom gigant   | 1:00.99       | 1:01.68       | 2:02.67       | 23            |
| Kayo Denda (jap. 傳田 佳代) | Supergigant     |               |               | 1:10.77       | 23            |
| Kayo Denda (jap. 傳田 佳代) | Superkombinacja | 1:09.29       | 38.95         | 1:48.24       | 18            |

### Narciarstwo dowolne

#### Ski Cross
Chłopcy
| Yūki Nakagawa (jap. 中川 雄生) | Ski cross | 1:00.27 | 16 | Cancelled | Cancelled | Cancelled |

#### Ski Halfpipe
| Zawodnik                           | Konkurencja | Kwalifikacje | Kwalifikacje | Finał                   | Finał                   |
| Zawodnik                           | Konkurencja | Pkt.         | Poz.         | Pkt.                    | Poz.                    |
| ---------------------------------- | ----------- | ------------ | ------------ | ----------------------- | ----------------------- |
| Nanaho Kiriyama (jap. 桐山 菜々穂) | Halfpipe    | 49.00        | 8            | Nie zakwalifikowała się | Nie zakwalifikowała się |

### Short track

#### Chłopcy
| Zawodnik                 | Konkurencja    | Ćwierćfinał | Ćwierćfinał | Półfinał | Półfinał | Finał    | Finał |
| Zawodnik                 | Konkurencja    | Czas        | Poz.        | Czas     | Poz.     | Czas     | Poz.  |
| ------------------------ | -------------- | ----------- | ----------- | -------- | -------- | -------- | ----- |
| Kei Saitō (jap. 斉藤 慧) | bieg na 500 m  | 43.173      | 2 Q         | 43.000   | 3 qB     | 45.6000  | 1     |
| Kei Saitō (jap. 斉藤 慧) | bieg na 1000 m | 1:30.502    | 1 Q         | 1:29.689 | 2 Q      | 1:30.142 | 4     |

#### Dziewczęta
| Zawodnik                        | Konkurencja    | Ćwierćfinał | Ćwierćfinał | Półfinał | Półfinał | Finał    | Finał |
| Zawodnik                        | Konkurencja    | Czas        | Poz.        | Czas     | Poz.     | Czas     | Poz.  |
| ------------------------------- | -------------- | ----------- | ----------- | -------- | -------- | -------- | ----- |
| Sumire Kikuchi (jap. 菊池 純礼) | bieg na 500 m  | 53.823      | 3 Q*        | 46.200   | 3 qB     | 48.337   | 2     |
| Sumire Kikuchi (jap. 菊池 純礼) | bieg na 1000 m | 1:36.670    | 2 Q         | 1:35.301 | 2 Q      | 1:34.254 |       |

#### Składy mieszane
| Zawodnik                                                               | Konkurencja       | Półfinał | Półfinał | Finał    | Finał |
| Zawodnik                                                               | Konkurencja       | Czas     | Poz.     | Czas     | Poz.  |
| ---------------------------------------------------------------------- | ----------------- | -------- | -------- | -------- | ----- |
| Team D Elisabeth Witt Thomas Insuk Hong Sumire Kikuchi Chang Yin-cheng | Sztafeta mieszana | 4:23.141 | 4 qB     | 4:24.360 | 1     |
| Team E Sarah Warren Kei Saito Lin Yu-tzu Josse Antonissen              | Sztafeta mieszana | 4:36.208 | 4 qB     | 4:30.383 | 3     |

### Skeleton

#### Chłopcy
| Zawodnik                       | Konkurencja    | Finał   | Finał   | Finał       | Finał |
| Zawodnik                       | Konkurencja    | Ślizg 1 | Ślizg 2 | Łączna pkt. | Poz.  |
| ------------------------------ | -------------- | ------- | ------- | ----------- | ----- |
| Dan Satō (jap. 佐藤 弾)        | Ślizg chłopców | 59.55   | 59.34   | 1:58.89     | 9     |
| Hiroki Nokura (jap. 野倉 大貴) | Ślizg chłopców | 59.92   | 59.80   | 1:59.72     | 10    |

#### Dziewczęta
| Zawodnik                   | Konkurencja     | Finał   | Finał   | Finał       | Finał |
| Zawodnik                   | Konkurencja     | Ślizg 1 | Ślizg 2 | Łączna pkt. | Poz.  |
| -------------------------- | --------------- | ------- | ------- | ----------- | ----- |
| Saki Andō (jap. 安藤 早紀) | Ślizg dziewcząt | CAN     | 1:02.42 | 1:02.42     | 14    |

### Skoki narciarskie
| Zawodnik                        | Konkurencja          | Runda 1   | Runda 1 | Runda 2   | Runda 2 | Razem  | Razem   |
| Zawodnik                        | Konkurencja          | Odległość | Punkty  | Odległość | Punkty  | Punkty | Miejsce |
| ------------------------------- | -------------------- | --------- | ------- | --------- | ------- | ------ | ------- |
| Yukiya Satō (jap. 佐藤 幸椰)    | konkurs indywidualny | 77.0m     | 136.6   | 73.0m     | 123.5   | 260.1  |         |
| Sara Takanashi (jap. 高梨 沙羅) | konkurs indywidualny | 76.5m     | 134.4   | 76.5m     | 134.9   | 269.3  |         |

Team w/Nordic Combined
| Zawodnicy                              | Konkurencja       | Runda 1 | Runda 2 | Razem | Miejsce |
| -------------------------------------- | ----------------- | ------- | ------- | ----- | ------- |
| Sara Takanashi Gō Yamamoto Yukiya Satō | konkurs drużynowy | 235.3   | 340.7   | 576.0 | 5       |

### Snowboard

#### Chłopcy
| Zawodnik                    | Konkurencja | Kwalifikacje | Kwalifikacje | Kwalifikacje | Półfinał | Półfinał | Półfinał | Finał  | Finał  | Finał |
| Zawodnik                    | Konkurencja | Bieg 1       | Bieg 2       | Rank         | Bieg 1   | Bieg 2   | Rank     | Bieg 1 | Bieg 2 | Rank  |
| --------------------------- | ----------- | ------------ | ------------ | ------------ | -------- | -------- | -------- | ------ | ------ | ----- |
| Taku Hiraoka (jap. 平岡 卓) | Halfpipe    | 91.75        | 95.00        | 1 Q          |          |          |          | 55.75  | 84.25  |       |

#### Dziewczęta
| Zawodnik                 | Konkurencja | Kwalifikacje | Kwalifikacje | Kwalifikacje | Półfinał | Półfinał | Półfinał | Finał  | Finał  | Finał |
| Zawodnik                 | Konkurencja | Bieg 1       | Bieg 2       | Rank         | Bieg 1   | Bieg 2   | Rank     | Bieg 1 | Bieg 2 | Rank  |
| ------------------------ | ----------- | ------------ | ------------ | ------------ | -------- | -------- | -------- | ------ | ------ | ----- |
| Hikaru Ōe (jap. 大江 光) | Slopestyle  | 82.00        | 78.00        | 2 Q          |          |          |          | 95.75  | 96.25  |       |